# Kandia Traoré
Kandia Émile Traoré (Abidjan, 1980. július 5. –) elefántcsontparti válogatott labdarúgó.

## Pályafutása

### Klubcsapatban
Pályafutását a tunéziai Espérance Tunisban kezdte, mielőtt 2005-ben a Le Havre csapatába szerződött. 2007-ben tett egy rövid kitérőt az Al-Nasr csapatánál, mielőtt 2008 januárjában három-és féléves szerződést írt alá az FC Sochaux-Montbéliard csapatával. 2007-ben ő lett a Ligue 2 gólkirálya, megosztva Jean-Michel Lesagéval.2008-ban a Strasbourghoz került kölcsönben, ahol 31 meccsen 11 gólt lőtt. 2009. július 17-én az SM Caen egy évre kölcsönvette a Sochauxtól az elefántcsontparti csatárt. 2013 nyarán távozott a franciáktól, egy évet kihagyott, ezután Magyarországra, az OTP Bank Ligában szereplő Budapest Honvéd csapatához szerződött. A klubban egy hónap múlva megkapta a csapatkapitány-helyettesi posztot.

### A válogatottban
Traoré elég jól kezdte a 2006–07-es Ligue 2-t, ezért bekerült a 2006. november 15-én rendezendő svédek elleni barátságos meccsre készülő válogatott keretbe, ahol végül csereként debütált. 2007 márciusában három társával együtt utólag hívták be az antananarivói, Madagaszkár elleni afrikai nemzetek kupája-selejtezőre, mivel a keretből többen is megsérültek. Tagja volt a csapatnak a 2002-es afrikai nemzetek kupáján is. A tornán ő lőtte válogatottja egyetlen gólját, amit a Kongói Demokratikus Köztársaság ellen szerzett háromgólos hátrányban. Eddig 25 válogatott meccsén 8 gólt szerzett.

## Góljai az elefántcsontparti válogatottban
| #        | Dátum             | Ellenfél  | Eredmény | Kiírás              | Esemény |
| -------- | ----------------- | --------- | -------- | ------------------- | ------- |
| 1.       | 2001. július 15.  | Kongó     | 1 – 1    | Vb-selejtező        | 79' 82' |
| 2. és 3. | 2001. december 5. | Mali      | 3 – 0    | barátságos mérkőzés | 1' 29'  |
| 4.       | 2002. január 12.  | Nigéria   | 1 – 1    | barátságos mérkőzés | 24'     |
| 5.       | 2002. január 29.  | Kongói DK | 1 – 3    | ANK-csoportkör      | 68' 86' |
| 6.       | 2008. május 22.   | Paraguay  | 1 – 1    | barátságos mérkőzés | 73' 76' |

## Fordítás
Ez a szócikk részben vagy egészben  a   Kandia Traoré című angol Wikipédia-szócikk ezen változatának fordításán alapul.  Az eredeti cikk szerkesztőit annak laptörténete sorolja fel. Ez a jelzés csupán a megfogalmazás eredetét és a szerzői jogokat jelzi, nem szolgál a cikkben szereplő információk forrásmegjelöléseként.